# Аль-Хаидос, Хассан
Хассан Халид Хассан аль-Хаидос (араб. حسن خالد حسن الهيدوس‎; род. 11 декабря 1990, Доха) — катарский футболист, нападающий клуба «Аль-Садд», рекордсмен национальной сборной Катара по количеству матчей.

## Клубная карьера

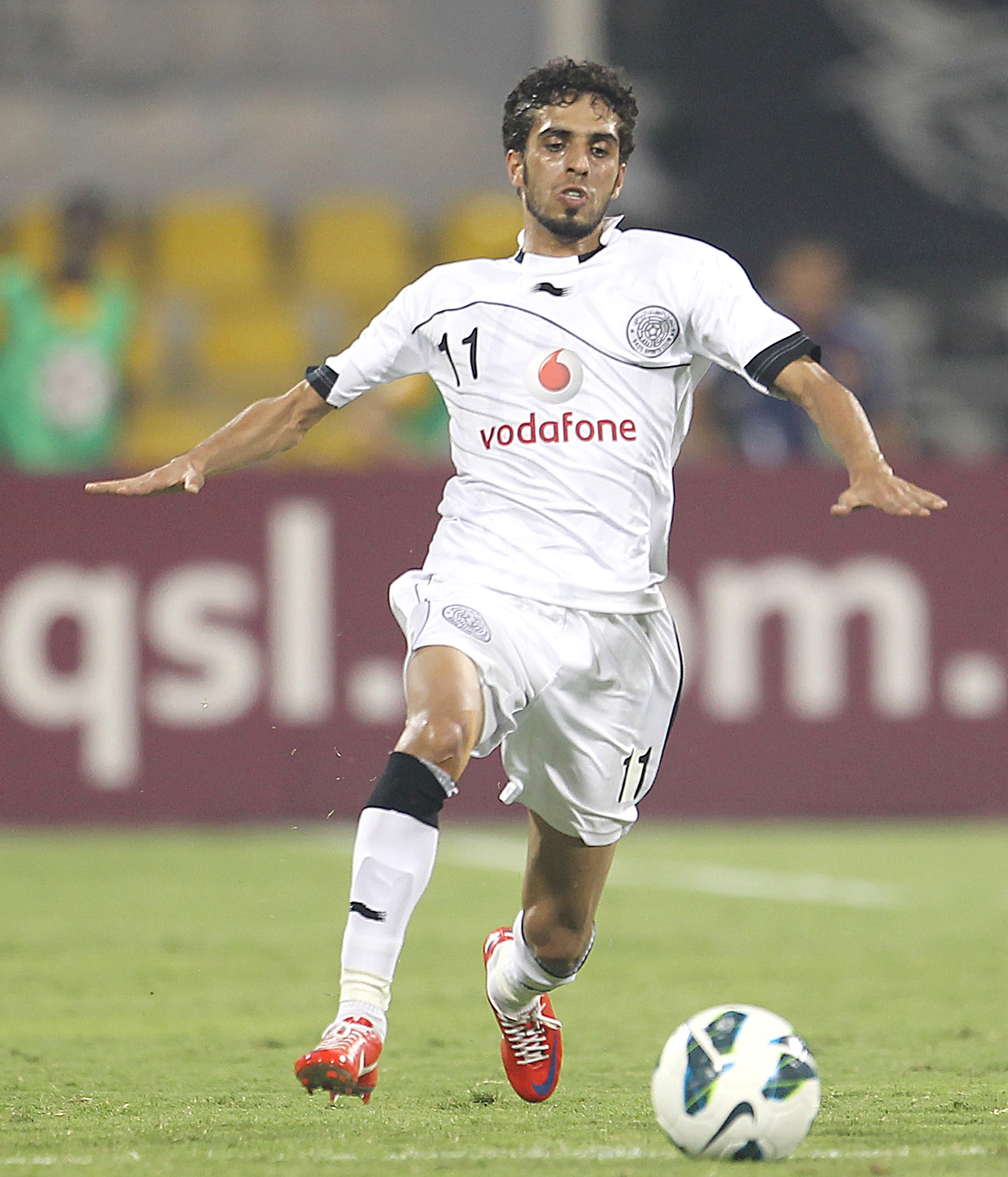
Аль-Хаидос в игре за «Аль-Садд» (2012)

Аль-Хаидос начал играть в детской команде «Аль-Садда» в восемь лет, продвигаясь по молодёжной структуре клуба, в 17 лет попал в первую команду. С самого начала его поддерживал и наставлял опытный игрок клуба Джафал Рашид аль-Кувари.
Он был участником финала Лиги чемпионов АФК 2011 года, где его команда сыграла с «Чонбук Хёндэ Моторс». После ничьи 2:2 в основное время игра перешла в серию пенальти, аль-Хаидос реализовал свой удар, мяч попал в ворота от перекладины. Победа обеспечила «Аль-Садду» место на клубном чемпионате мира в качестве представителя Азии. В матче за третье место между «Аль-Саддом» и «Касива Рейсол» не было забито ни одного гола. Итог матча решался в серии пенальти, аль-Хаидос реализовал 11-метровый, в итоге «Аль-Садд» выиграл со счётом 5:3.
Он был признан Лучшим катарским игроком 2014 года. По результатам опроса он получил 58 из 104 голосов аналитиков, тренеров и администраторов.

## Международная карьера
Аль-Хаидос дебютировал за сборную Катара до 23 лет в 2007 году, выйдя со скамейки запасных в матче олимпийского отбора с Японией. Он забил решающий гол, чем помог своей команде одержать победу со счётом 2:1. Он участвовал в двух других матчах турнира: против Саудовской Аравии и Вьетнама, где также забил гол — оба раза выходил на замену во втором тайме. Он также в статусе капитана сыграл в отборочных матчах летних Олимпийских игр 2012 года и забив гол Индии на предварительном этапе. Он сыграл все матчи группового этапа, забив гол Оману и Саудовской Аравии, сохранив команде шансы квалифицироваться на Олимпиаду. Он был признан лучшим игроком матча с саудитами.
10 сентября 2008 года аль-Хаидос дебютировал за национальную сборную Катара в отборочном матче чемпионата мира 2010 года против Бахрейна.
В статусе капитана национальной сборной поехал на кубок Азии 2019 года в ОАЭ. Участвовал во всех семи матчах катарцев на турнире, все из которых команда выиграла с совокупным счётом 19:1, впервые в своей истории став чемпионом Азии. В игре полуфинала против хозяев соревнования, эмиратцев (4:0 в пользу Катара) стал автором одного из голов своей команды. По итогам турнира вошёл в символическую сборную.
20 ноября 2022 года Аль-Хаидос сыграл свой первый матч на чемпионате мира против Эквадора, который также стал первым матчем в истории сборной Катара на этом турнире.
После победы в кубке Азии 2023 года, 16 марта 2024 года Аль-Хаидос объявил о своём уходе из сборной.
За всю карьеру он сыграл более 180 матчей за сборную, он является лидером по количеству матчей в истории сборной и третьим по результативности бомбардиром.